# Uomini addosso
Uomini addosso è un album della cantante italiana Milva, pubblicato nel 1993.
L'edizione italiana contiene 10 brani, così come quelle spagnola e greca. Il CD fu anche pubblicato in Germania e in Giappone con 12 tracce. La versione per il mercato greco porta il titolo doppio di Uomini addosso e Àndres Pàno (Άνδρες Πάνω!).
Apre l'album il brano che dà il titolo all'intero lavoro, scritto dalla coppia Facchinetti-Negrini, prodotto ed arrangiato da Fio Zanotti e presentato al Festival di Sanremo 1993, dove viene eliminato dopo la prima esecuzione.
Da citare nei cori Paola Folli e Lalla Francia oltre a Carlo Marrale, che scrive Mon amour partecipando ai cori e alla chitarra e apparendo anche nel videoclip del brano citato.
L'album contiene anche l'intensa Sono felice, scritta da Ron e presentata al Festival di Sanremo 1990, un brano a cui non fece seguito alcun album.
Giorgio Conte ha suonato la chitarra in Per cosa.
Le fotografie, insolitamente sexy per l'artista, sono di Guido Harari.
Le ultime due tracce, Se ti va e Le ombre del giardino sono state utilizzate come sigle, rispettivamente di chiusura e d'apertura, della miniserie televisiva Delitti privati, trasmessa quello stesso anno.

## Tracce
1. Uomini addosso – 4:11 (testo: Valerio Negrini – musica: Roby Facchinetti)
2. Non ce l'ho con te – 4:28 (testo: Valerio Negrini – musica: Roby Facchinetti)
3. Pierre – 3:12 (testo: Valerio Negrini – musica: Roby Facchinetti) – Cover dei Pooh
4. Per cosa – 4:15 (Giorgio Conte)
5. Una giornata al mare – 3:58 (Giorgio e Paolo Conte) – Cover dell'Equipe 84
6. Mon amour (feat. Carlo Marrale) – 5:24 (testo: Carlo Marrale, Paolo Gatti – musica: Carlo Marrale)
7. Ci vorrebbe il mare – 4:10 (testo: Marco Masini, Giancarlo Bigazzi, Gianna Albini – musica: Giancarlo Bigazzi) – Cover di Marco Masini
8. La notte dei miracoli – 4:25 (testo: Cristiano Malgioglio, Maurizio Piccoli – musica: Maurizio Piccoli)
9. E ti amo veramente – 3:29 (testo: Giuseppe Andreetto – musica: Massimo Colombo)
10. Sono felice – 3:23 (Ron)
11. Se ti va – 4:44 (testo: Giorgio Conte – musica: Natale Massara) – Brano presente solo nella versione per il mercato tedesco e giapponese.
12. Le ombre del giardino – 4:10 (testo: Giorgio Conte – musica: Natale Massara) – Brano presente solo nella versione per il mercato tedesco e giapponese.

## Formazione
- Milva – voce
- Danilo Riccardi – tastiera, programmazione, pianoforte
- Paolo Costa, Gigi Cappellotto – basso
- Lele Melotti, Flaviano Cuffari – batteria
- Fio Zanotti – fisarmonica, cori, tastiera
- Giorgio Conte, Paolo Gianolio, Claudio Bazzari – chitarra
- Rilly – programmazione
- Carlo Marrale – chitarra, cori
- Claudio Pascoli – sax
- Stefano De Maco, Roby Facchinetti, Paola Folli, Antonella Melone, Lalla Francia, Moreno Ferrara, Silvio Pozzoli – cori